# Déjà vu
Déjà vu (česká výslovnost [dɛʒa vɪ] čili [deža vi], francouzská výslovnost [deʒa vy]; z francouzštiny „již viděno“) označuje v psychologii jev, kdy má člověk z ničeho nic intenzivní pocit něčeho už dříve prožitého, viděného nebo slyšeného.
V běžné řeči nebo např. v divadelní kritice může ale znamenat také prostě něco, co „jsme už viděli“, co není originální, původní.

## Psychologiedéjà vu
Déjà vu jako psychologický termín poprvé použil francouzský psycholog Émile Boirac roku 1876 a zpopularizoval v knize Budoucnost psychologických věd (L'Avenir des sciences psychiques, 1917). Prožitek déjà vu je obvykle doprovázen pocitem důvěrné známosti, ale také něčeho zvláštního, neobvyklého až tajemného, dotyčný si je vědomý, že tento pocit známosti není opodstatněný. „Předchozí“ zkušenost je často přikládána předchozímu snu, ale mnohdy je přítomen pocit, že tato zkušenost byla jistě prožita v minulosti.
Zkušenost déjà vu se zdá být dosti běžná, jelikož průzkumy uvádějí, že asi 20 % populace uvádí, že pocit déjà vu alespoň jednou zažilo. Odkazy na zkušenost s déjà vu lze nalézt také v literatuře v minulosti, což značí, že nejde o nový fenomén.

## (Pokusy o) výklad
Psychologové jev druhého nebo opakovaného, již známého prožitku vysvětlují určitou podobností současnosti se vzpomínkou nebo krátkodobým výpadkem pozornosti a jakýmsi zapomenutím toho, co jsme nesoustředěně pozorovali. Jev je s oblibou využíván v literatuře jako určitá předzvěst, varování před nebezpečím, upozornění na věštecké sny a podobně. Lidé z okolí psychotroniků popisují tuto schopnost jako určitý minimální náhled do budoucnosti. Ve vypjatých životních obdobích jsou lidé schopni různých průniků do parapsychologie apod. a projev viděného, slyšeného a již zažitého je někdy jedním z průvodních jevů v těchto stavech.
Existuje několik teorií, které popisují vznik tohoto pocitu. Jedna z nich nachází příčinu v časovém sladění mezi levou a pravou hemisférou našeho mozku. Každá vnímá a zaznamenává informace a události nezávisle na té druhé. Neustálá komunikace mezi oběma stranami pak vyvolává iluzi jejich jednoty. Pokud však dojde ke krátkému zpoždění přenosu z „nedominantní“ (obvykle pravé) do „dominantní“ (obvykle levé) hemisféry, obdrží dominantní strana mozku stejnou informaci dvakrát – jednou přímo a jednou s určitým zpožděním. Mozek pak v momentě, kdy „dorazí“ druhý obraz, zjistí, že „tam už byl“. Nedokáže totiž rozlišit, jestli ta „první“ informace přišla před půl sekundou nebo před rokem a tím vyvolá dojem, že danou scénu jsme již jednou prožili.[zdroj?]
Jiná teorie tvrdí, že tento jev může být způsoben únavou.[zdroj?] Podle nejnovější studie Milana Brázdila, oceněné cenou Johanna Gregora Mendela, má déjà vu neurologický původ a je způsobeno určitými strukturami v mozku. Lidé, kteří pocit často zažívají, mají menší oblast zodpovědnou za paměť a uchovávání vzpomínek. Souvisí též s vyšší dráždivostí hipokampu. Podle Brázdila pak pocit častěji zažívají lidé s vyšším vzděláním.

## Podobnost s jamais vu
Z určitého hlediska lze jamais vu chápat jako přímý opak déjà vu. Tyto dva jevy jsou si ve skutečnosti velice podobné, pouze zaměňují pocit a rozumovou jistotu: U déjà vu má pozorovatel pocit, že už situaci někdy viděl, ačkoli rozumově nemůže dokázat, že ji opravdu viděl. U jamais vu má pocit, že situaci nikdy neviděl, ačkoli rozumově může dokázat, že ji opravdu viděl.

## Podobnost s presque vu
Presque vu sdílí s déjà vu spojení s minulostí jako se zdrojem zapomenutých vzpomínek. V případě déjà vu jsou však vjemy spojené se vzpomínkou znovu navozeny, zatímco u presque vu chybí.